# Björn Johansson (musiklärare)
Björn Johansson är en svensk musiklärare och dirigent.
Johansson var musiklärare vid Risbergska skolan och senare Karolinska gymnasiet, Örebro och är ledare för Karolinskas Kammarkör (tidigare Risbergska skolans vokalensemble) som han grundade 1996. Kören har vunnit flera körtävlingar och priser, bland annat på Rhodos 2002, i Helsingborg 2004, Venedig 2009, Bad Ischl 2016 och nu senast på Grand Prix of Nations i Göteborg 2019. Johansson har mottagit Örebro läns landstings kulturpris 2009, Lions kulturpris 2009 och erhållit Rotarys Paul Harris-medalj 2009.
År 2013 utsågs Björn Johansson till Årets barn- och ungdomskörledare, och han tilldelades 2020 års Kulturpris till Hjalmar Bergmans minne